# Malaka (Pemenang)
Malaka is een bestuurslaag in het regentschap Noord-Lombok van de provincie West-Nusa Tenggara, Indonesië. Malaka telt 8153 inwoners (volkstelling 2010).